# دروژبا (شهرستان آلیسکی، سرزمین آلتای)
دروژبا (به لاتین: Druzhba) یک منطقهٔ مسکونی در روسیه است که در سرزمین آلتای واقع شده‌است.